# Hallie Quinn Brown
Hallie Quinn Brown (10 de março de 1849 – 16 de setembro de 1949) foi uma educadora, escritora e ativista afro-americana.

## Biografia
Brown nasceu em Pittsburgh, Pensilvânia, uma das seis crianças. Seus pais, Thomas Arthur Brown e Frances Jane Scroggins, eram escravos libertados. Ela frequentou a Universidade Wilberforce em Ohio, obtendo um diploma de Bachelor of Science. Seu irmão, Jeremiah, mais tarde se tornou um político em Ohio. Brown se formou na Wilberforce em 1873 e depois ensinou nas escolas do Mississippi e Carolina do Sul.
Ela foi reitora da Universidade Allen na Columbia, Carolina do Sul, de 1885 a 1887 e diretora do Instituto Tuskegee no Alabama durante 1892-1893 sob Booker T. Washington.
Ela se tornou professora em Wilberforce em 1893 e foi professora freqüente sobre questões afro-americanas e o movimento de temperança, falando na conferência internacional da Mulher de Temperança Cristã da Mulher em Londres em 1895 e representando os Estados Unidos no Congresso Internacional das Mulheres em Londres em 1899.
Em 1893, Brown apresentou um artigo no Congresso Mundial de Mulheres Representativas em Chicago. Além de Brown, mais quatro mulheres afro-americanas apresentaram na conferência: Anna Julia Cooper, Fannie Barrier Williams, Fanny Jackson Coppin e Sarah Jane Woodson Early.

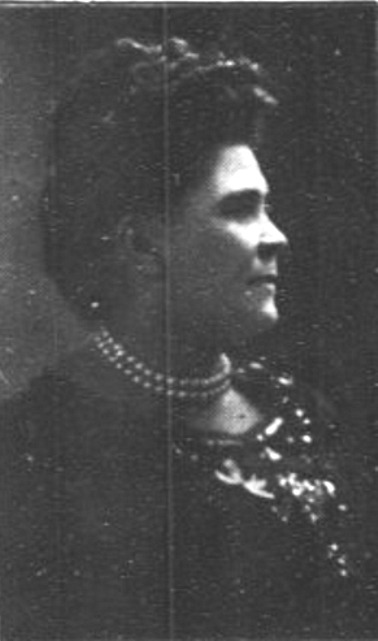
Hallie Brown, dando um discurso no Colégio Poro em 1920.

Brown foi um dos fundadores da Liga das mulheres de cor, de Washington, D.C., que fundiu na Associação Nacional de Mulheres de Cor em 1894. Ela foi presidente da Federação Estadual de Clubes de Mulheres de Cor de 1905 até 1912 e da Associação Nacional de Mulheres de Cor de 1920 a 1924. Ela falou na Convenção Nacional Republicana em 1924 e mais tarde dirigiu o trabalho de campanha entre mulheres afro-americanas para o presidente Calvin Coolidge. Brown foi induzida como membro honorário da Delta Sigma Theta.